# František Rajtoral
František Rajtoral (Příbram, 12 marzo 1986 – Gaziantep, 23 aprile 2017) è stato un calciatore ceco.
È stato il primatista di presenze nel campionato ceco (a gennaio 2015) con 236 incontri disputati.

## Caratteristiche tecniche
Pur nascendo terzino è stato molto propenso alla fase offensiva e poteva pertanto ricoprire tutti i ruoli sulla fascia destra.

## Suicidio
Il 23 aprile 2017, mentre militava nel Gaziantepspor, viene trovato all'interno della sua abitazione in Turchia dove si è tolto la vita impiccandosi a soli 31 anni. La notizia è stata data dal presidente del club per il quale giocava, Ibrahim Kizil: «Non so perché lo abbia fatto ma la notizia del suicidio purtroppo è vera. Non sembrava una persona con dei problemi».

## Statistiche

### Cronologia presenze e reti in nazionale
| Cronologia completa delle presenze e delle reti in nazionale ― Rep. Ceca | Cronologia completa delle presenze e delle reti in nazionale ― Rep. Ceca | Cronologia completa delle presenze e delle reti in nazionale ― Rep. Ceca | Cronologia completa delle presenze e delle reti in nazionale ― Rep. Ceca | Cronologia completa delle presenze e delle reti in nazionale ― Rep. Ceca | Cronologia completa delle presenze e delle reti in nazionale ― Rep. Ceca | Cronologia completa delle presenze e delle reti in nazionale ― Rep. Ceca | Cronologia completa delle presenze e delle reti in nazionale ― Rep. Ceca |
| Data                                                                     | Città                                                                    | In casa                                                                  | Risultato                                                                | Ospiti                                                                   | Competizione                                                             | Reti                                                                     | Note                                                                     |
| ------------------------------------------------------------------------ | ------------------------------------------------------------------------ | ------------------------------------------------------------------------ | ------------------------------------------------------------------------ | ------------------------------------------------------------------------ | ------------------------------------------------------------------------ | ------------------------------------------------------------------------ | ------------------------------------------------------------------------ |
| 29-2-2012                                                                | Dublino                                                                  | Irlanda                                                                  | 1 – 1                                                                    | Rep. Ceca                                                                | Amichevole                                                               | -                                                                        | 67’                                                                      |
| 26-5-2012                                                                | Graz                                                                     | Rep. Ceca                                                                | 2 – 1                                                                    | Israele                                                                  | Amichevole                                                               | -                                                                        | 46’                                                                      |
| 1-6-2012                                                                 | Praga                                                                    | Rep. Ceca                                                                | 1 – 2                                                                    | Ungheria                                                                 | Amichevole                                                               | -                                                                        | 72’                                                                      |
| 12-6-2012                                                                | Breslavia                                                                | Grecia                                                                   | 1 – 2                                                                    | Rep. Ceca                                                                | Euro 2012 - 1º turno                                                     | -                                                                        | 90’                                                                      |
| 16-6-2012                                                                | Breslavia                                                                | Polonia                                                                  | 0 – 1                                                                    | Rep. Ceca                                                                | Euro 2012 - 1º turno                                                     | -                                                                        | 84’                                                                      |
| 15-8-2012                                                                | Leopoli                                                                  | Ucraina                                                                  | 0 – 0                                                                    | Rep. Ceca                                                                | Amichevole                                                               | -                                                                        | 78’                                                                      |
| 8-9-2012                                                                 | Copenaghen                                                               | Danimarca                                                                | 0 – 0                                                                    | Rep. Ceca                                                                | Qual. Mondiali 2014                                                      | -                                                                        | 73’                                                                      |
| 11-9-2012                                                                | Teplice                                                                  | Rep. Ceca                                                                | 0 – 1                                                                    | Finlandia                                                                | Amichevole                                                               | -                                                                        |                                                                          |
| 12-10-2012                                                               | Plzeň                                                                    | Rep. Ceca                                                                | 3 – 1                                                                    | Malta                                                                    | Qual. Mondiali 2014                                                      | -                                                                        | 61’                                                                      |
| 16-10-2012                                                               | Praga                                                                    | Rep. Ceca                                                                | 0 – 0                                                                    | Bulgaria                                                                 | Qual. Mondiali 2014                                                      | -                                                                        | 58’                                                                      |
| 11-10-2013                                                               | Ta' Qali                                                                 | Malta                                                                    | 1 – 4                                                                    | Rep. Ceca                                                                | Qual. Mondiali 2014                                                      | -                                                                        |                                                                          |
| 15-10-2013                                                               | Sofia                                                                    | Bulgaria                                                                 | 0 – 1                                                                    | Rep. Ceca                                                                | Qual. Mondiali 2014                                                      | -                                                                        | 78’                                                                      |
| 15-11-2013                                                               | Olomouc                                                                  | Rep. Ceca                                                                | 2 – 0                                                                    | Canada                                                                   | Amichevole                                                               | -                                                                        | 87’                                                                      |
| 5-3-2014                                                                 | Praga                                                                    | Rep. Ceca                                                                | 2 – 2                                                                    | Norvegia                                                                 | Amichevole                                                               | -                                                                        | 46’                                                                      |
| Totale                                                                   |                                                                          | Presenze                                                                 | 14                                                                       |                                                                          | Reti                                                                     | 0                                                                        |                                                                          |

## Palmarès

### Club

#### Competizioni nazionali
- Pohár ČMFS: 1

Viktoria Plzeň: 2010
- Gambrinus Liga: 1

Viktoria Plzeň: 2010-11